# Hochhaus Platanenweg 29
Das Hochhaus Platanenweg 29 ist ein Hochhaus im Bonner Stadtbezirk Beuel.
Das Gebäude wurde mit 16 Stockwerken von 1972 bis 1973 als Sitz des Sanitätsamtes der Bundeswehr (SanABw) im Zentrum Beuels, entlang der Bundesstraße 56 und der Königswinterer Straße, erbaut. Der Name leitet sich von der Anschrift ab. Es entstand innerhalb dieses Areals als Höchstes von vielen weiteren Bürogebäuden, die zur Zeit der Bonner Republik von Bundesministerien genutzt wurden. Zu dem Ensemble gehören auch zwei dreizehnstöckige Hochhäuser, die unter anderem vom Beschaffungsamt des Bundesministeriums des Innern genutzt werden. Seit dem Auszug 2002 stand das Hochhaus Platanenweg 29 leer und verfiel immer weiter. Durch seine Höhe von knapp 59 m erreicht es jedoch eine starke Dominanz in der Umgebung, ist es doch bis heute das höchste Gebäude im rechtsrheinischen Bonn und galt damit als weithin sichtbarer Problemfall.
Im Frühjahr 2018 begannen die umfassenden Renovierungsarbeiten, im Rahmen derer die ehemaligen Büros zu Kleinstwohnungen bzw. Einzelzimmer für Studenten und Senioren umgebaut wurden. Ebenso wurden im Zuge der Umbauarbeiten das Gebäude um zwei Stockwerke aufgestockt, was das Gebäude auf nun 18 Etagen streckt. Außerdem wurde die Fassade komplett neu verkleidet, die alte braune Fassade wurde durch eine hellere ersetzt.
Ende 2020 konnten die Arbeiten abgeschlossen werden. Das Hochhaus umfasst nun 237 Appartements zu 17,4 bis 19 m² und verfügt außerdem über einer Tiefgarage mit 83 Parkplätzen. Im Sockelgeschoss entstanden Geschäfte und Begegnungsräume.

## Galerie

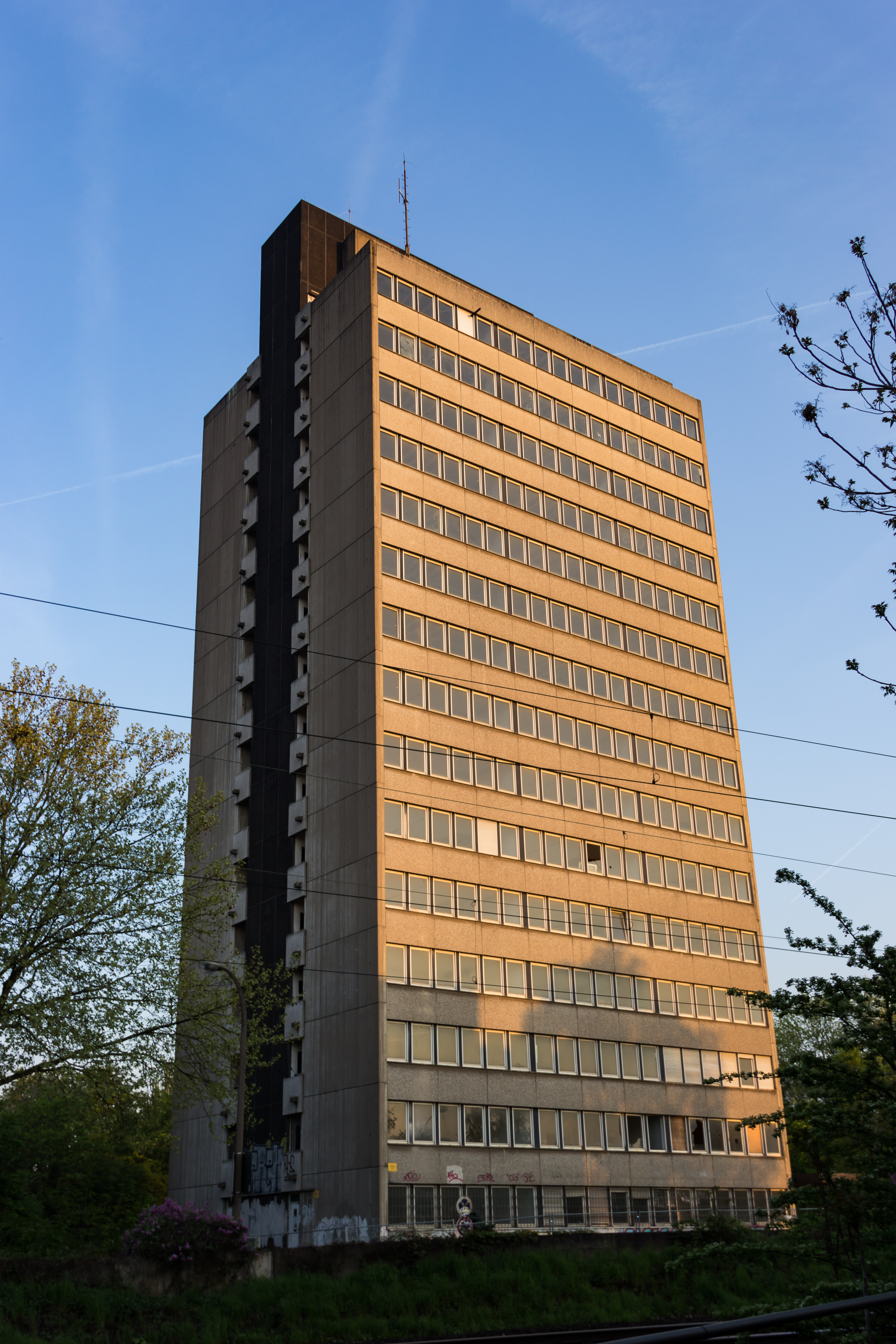
Das Gebäude in 2018 aus derselben Perspektive vor den Renovierungsarbeiten
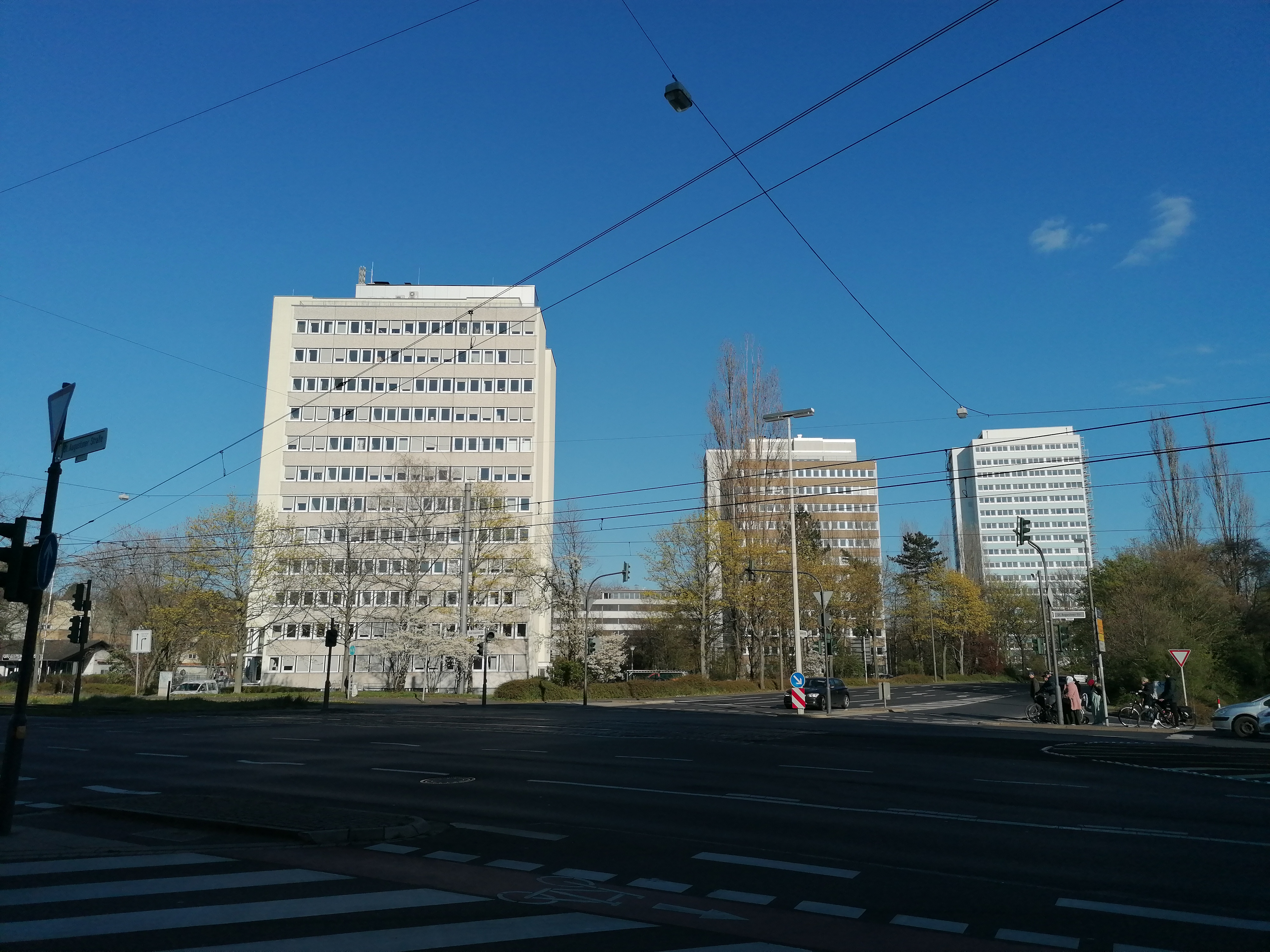
Im Stadtkontext mit den weiteren Hochhäusern am Platanenweg von der B56 aus